# Kostel svatého Jana Křtitele (Křenov)
Kostel svatého Jana Křtitele je vrcholně barokní kostel v obci Křenov v okrese Svitavy. Dříve byl mylně připisován staviteli Janu Blažeji Santinimu-Aichelovi.

## Historie
Kostel byl postaven pod patronátem knížete Josefa Jana Adama z Lichtenštejna. Vznikl jako součást vrcholně barokního architektonického komplexu spolu s farou a kaplí. Dokončen byl roku 1729 jako novostavba. Výmalba byla vytvořena o rok později Janem Kryštofem Handkem.

### Legenda o Santinim
Dle legendy má být autorem kostel geniální architekt Jan Blažej Santini-Aichel. Údajně měl projektovat kostel pro rakouský Salcburk a záměnou plánů mělo dojít k výstavbě salcburského kostela právě v Křenově. Pravděpodobnější je však to, že architekt se u Santiniho pouze inspiroval.[nenalezeno v uvedeném zdroji]

### Kdo je skutečným architektem
Dle brněnského historika umění, Jaroslava Sedláře, je autorem lichtenštejnský dvorní architekt italského původu Antonio Maria Nicola Beduzzi (1675–1735). Sedlář došel k tomuto názoru zejména díky srovnání průčelí moravskotřebovského farního kostela Nanebevzetí Panny Marie, kde je Beduzziho autorství archivně doloženo, s průčelím kostela v Křenově.